# Ripalta Cremasca
Ripalta Cremasca – miejscowość i gmina we Włoszech, w regionie Lombardia, w prowincji Cremona.
Według danych na rok 2004 gminę zamieszkiwały 3062 osoby, 278,4 os./km².